# José Paciano Laurel y García
José Paciano Laurel y García (Tanauan, 9 de marzo de 1891 - Manila, 6 de noviembre de 1959) fue un político y abogado filipino, presidente de la República de Filipinas, promovido por Japón, durante la Segunda Guerra Mundial, de 1943 a 1945. No fue reconocido como presidente legítimo sino hasta la presidencia de Diosdado Macapagal (1961–1965).

## Biografía
José Paciano Laurel nació el 9 de marzo de 1891 en el pueblo de Tanauan. Sus padres fueron Sotero Laurel, Sr. y Jacoba García; su padre había sido un oficial durante el revolucionario gobierno de Emilio Aguinaldo y fue uno de los firmantes de la Constitución de Malolos de 1898.
Laurel estudió derecho en la Universidad de Filipinas, Universidad de Santo Tomás y en la Universidad de Yale, en esta última obtuvo su doctorado en derecho.
Cuando Japón invadió Filipinas, el presidente Manuel L. Quezon primero huyó a Bataan y luego a Estados Unidos para establecer un gobierno en el exilio. Quezon le ordenó a Laurel, Vargas y otros miembros del gabinete que se quedaran. Laurel estaba entre los funcionarios de la Mancomunidad instruidos por el Ejército Imperial Japonés para formar un gobierno provisional cuando invadieron y ocuparon el país. Cooperó con los japoneses. Durante su presidencia, Filipinas enfrentó una abrumadora escasez de alimentos que demandó gran parte de la atención de Laurel. Tras el desembarco en Leyte de las fuerzas dirigidas por el general Douglas MacArthur el 20 de octubre de 1944 que progresaron hasta la capital Manila, el gobierno de Laurel se vio forzado al exilio en Taiwán y después en Japón, donde Laurel proclamó la disolución del régimen tras la rendición incondicional japonesa en septiembre de 1945. 
En 1946 fue acusado de 132 cargos de traición, pero nunca fue llevado a juicio debido a la amnistía general otorgada por el presidente Manuel Roxas en 1948. El 6 de noviembre de 1959, Laurel murió en el hospital Nuestra Señora de Lourdes, en Manila, por causa de un ataque cardíaco masivo y un derrame cerebral. Está enterrado en Tanauan, Batangas.